# Conjoined Fetus Lady
"Conjoined Fetus Lady" é o quinto episódio da segunda temporada da série de desenho animado estadunidense South Park, e o de número 18 da série em geral. Escrito por Trey Parker, Matt Stone e David R. Goodman, e dirigido por Parker, o episódio foi transmitido originalmente em 3 de junho de 1998 através do canal de televisão Comedy Central. No episódio, os meninos viajam à China para um campeonato de queimada, enquanto a cidade realiza homenagens à enfermeira da escola, que vive com mislexia congênita de genes.

## Enredo
Pip, cansado de ser intimidado, atinge Kyle com uma bola durante uma partida de queimada, resultando em um sangramento nasal. Kyle é enviado para a enfermeira Gollum, ele descobre que ela tem um feto morto em sua cabeça devido a uma condição chamada mislexia congênita de genes. Kyle diz aos outros e eles reagem com desgosto, zombando dela. A mãe de Kyle, Sheila, tenta educar os meninos sobre a condição da enfermeira Gollum, mas é confrontada por Sharon Marsh. Sheila, querendo remediar a inconsciência aparente das pessoas sobre a mislexia congenita de genes, decide ajudar a mulher e acaba provocando uma "Semana da Mislexia Congênita de Genes" declarada em South Park para sua única portadora.
Enquanto isso, a equipe de queimada da escola se torna elegível para competições e se classifica para a final da competição estadual em Denver. a equipe de South Park acaba ganhando porque Pip se irrita sempre que os outros o intimidam, dando-lhe a força para derrubar os adversários. Na competição nacional, o time da capital perde por desistência por causa de seu medo do oponente internacional inevitável, a China, que são brutais e implacáveis. Na China, todos os membros da equipe são eliminados, exceto Pip. Depois de serem enganados para provocá-lo, Pip se irrita e elimina a equipe chinesa inteira com um único lance, mas, neste ponto, todos decidiram que não querem mais jogar queimada, desprezando a conquista.
Em South Park, depois de uma semana de festividades, um desfile é realizado para a enfermeira Gollum. Ela finalmente desabafa em seu discurso para a multidão, demonstrando seu aborrecimento com a exposição de sua doença.

## Lançamento caseiro
Todos os 18 episódios da segunda temporada, incluindo "Conjoined Fetus Lady", foram lançados em um box set de DVD em 3 de junho de 2003.